# Huarte-Uharte
Pour les articles homonymes, voir Uharte.
Huarte en castillan ou Uharte en basque, est une municipalité de la communauté forale de Navarre, dans le Nord de l'Espagne.
Elle est située dans la zone linguistique mixte de la province. Elle est brièvement parcourue, à son extrême nord-ouest, par le Camino navarro du chemin de Saint-Jacques-de-Compostelle.

## Localités limitrophes
Esteribar et Ezcabarte au nord, Egüés à l'est et au sud, Villava et Burlada à l'ouest.

## Économie
Les laboratoires Cinfa développent l'industrie pharmaceutique depuis les années 1980, employant des centaines de personnes pour produire et commercialiser diverses spécialités.

## Démographie
| Évolution démographique                                 | Évolution démographique | Évolution démographique | Évolution démographique | Évolution démographique | Évolution démographique | Évolution démographique | Évolution démographique | Évolution démographique | Évolution démographique | Évolution démographique |
| 1996                                                    | 1998                    | 1999                    | 2000                    | 2001                    | 2002                    | 2003                    | 2004                    | 2005                    | 2006                    | 2007                    |
| ------------------------------------------------------- | ----------------------- | ----------------------- | ----------------------- | ----------------------- | ----------------------- | ----------------------- | ----------------------- | ----------------------- | ----------------------- | ----------------------- |
| 2 750                                                   | 2 793                   | 2 809                   | 2 862                   | 2 952                   | 3 169                   | 3 340                   | 3 623                   | 4 247                   | 4 671                   | 5 157                   |
| Sources : Huarte et instituto de estadística de navarra |                         |                         |                         |                         |                         |                         |                         |                         |                         |                         |

## Transports en commun
Les lignes  4 23 N5 de Eskualdeko Hiri Garraioa desservent Uharte.

## Culture et patrimoine

### Pèlerinage de Compostelle
L'actuel chemin de Saint-Jacques-de-Compostelle emprunte à sa marge nord-ouest le territoire du municipio.

### Patrimoine religieux
- Église de San Esteban
- Église de San Juan evangelista

## Jumelages
France: Nogaro

### Sources
- (es) Cet article est partiellement ou en totalité issu de l’article de Wikipédia en espagnol intitulé « Huarte » (voir la liste des auteurs).